# Skutskärs IF BK
Skutskärs IF Bandyklubb är en bandyklubb från orten Skutskär i Älvkarleby kommun i Sverige. Klubben blev en fristående förening 1989, året då Skutskärs IF delades upp i Skutskärs IF Bandyklubb och Skutskärs IF Fotbollsklubb.
Skutskärs IF började med bandy 1919, och spelade i division I, då högsta divisionen, då det landsomfattande seriespelet i bandy i Sverige började 1931. Klubben spelade svensk mästerskapsfinal 1937, och förlorade mot IF Göta med 2-3. Säsongen 1932 lyckades man undvika nedflyttning. Då säsongen 1949 var slutspelad stod det klart att Skutskärs IF degraderats till Division II. Då säsongen 1952 började var man dock tillbaka i Division I.
Skutskärs IF förlorade den svenska mästerskapsfinalen 1942 mot Västerås SK med 1-2. Skutskärs IF vann sedan den svenska mästerskapsfinalen såväl 1944 som 1959, båda gångerna var det Västerås SK som fick stryk, med 2-1 respektive 1-0, och Stockholms stadion som var spelplan. 1959 års final beskådades av det ännu gällande publikrekordet hemma med 28 848 åskådare.
I den svenska mästerskapsfinalen 1964 förlorade Skutskärs IF mot Brobergs IF med 1-4 i omspel, efter 1-1 i första finalmatchen.
Säsongen 1968/1969 hamnade klubben på nedflyttningsplats i Division I, och hamnade i Division II Nedre Norrland. Säsongen 1975/1976 var man tillbaka i Division I, och har sedan dess oftast "pendlat" mellan första- och andradivisionen. I februari år 2000 gick klubben återigen upp i högsta divisionen, efter att ha degraderats 1980. Senaste säsongen i högsta serien var säsongen 2000/ 2001. Säsongen 2012/2013 och 2013/2014 spelade laget i Division 1 Norra. 2014-2015 nytt besök i Allsvenskan Norra men 2015-2016 ner igen, denna gång i division 1 Östra. 2016-2017 heter serien Division 1 Nedre Norrland.
Inför säsongen 2009–2010 beslutades att lägga ner bandybanan på Skutskärs IP, och det såg ut som om Skutskärs IF skulle få flytta sin bandyverksamhet efter 48 år. men i april 2010 kom Skutskärs IF överens med Älvkarleby kommun om att få arrendera marken för 5 000 SEK om året under 20 års tid.
Inför säsongen 2016–2017 beslutades att åter satsa på dambandy. Gensvaret i denna satsning på samma förutsättningar för damer och herrar var stort. Efter seger i Norra Allsvenskan säsongen 2016-2017 avancerade man till Elitserien inför säsongen 2017-2018. Vid säsongens slut stod Skutskärs IF BK som 2018 års svenska mästare, efter seger med 3-2 i SM-finalen mot AIK i finalen.
Den 2 augusti 2022 meddelades att damlaget drar sig ur Elitserien inför säsongen 2022–2023 på grund av spelarbrist.

## Profiler
En av de största profilerna genom tiderna är Bosse Nilsson, målvakt och sedermera domare. Bosse Nilsson är den ende spelaren i föreningen som har vunnit två svenska mästerskap. Skutskärs IF har varit en plantskola för många stora profiler såsom Stefan Åkerlind, Anders Östling och Magnus Muhrén, alla tre världsmästare och svenska mästare.
Profiler på damsidan är bland annat Malin Andersson som varit med och spelat samtliga finaler med Skutskär, där hon bland annat tog ett VM Guld tillsammans med lillasyster Camilla Andersson 2018.

## Distriktsmästare
Skutskärs IF har vunnit Gästriklands distriktsmästerskap flera gånger, där man noterades för slutsegrar åren 1927, 1928, 1929, 1930, 1932, 1933, 1934, 1935, 1937, 1942, 1943, 1944, 1948, 1957, 1958, 1959, 1960, 1963, 1964, 1967 och 1989.